# رفقة أبو رميلة
رفقة أبو رميلة من مواليد عمان، الأردن مدرسة جامعية ومؤلفة مع التركيز على الأدب العربي الحديث ودراسات الأفلام. منذ عام 2020، تعمل أستاذة في قسم الدراسات السامية والعربية في جامعة برلين الحرة، ألمانيا. وهي معروفة بشكل أساسي بمنشوراتها حول الأدب والأفلام التي أنتجها الشعب الفلسطيني الذي يعيش غالبًا كلاجئين ومنفيين، في كل من الشرق الأوسط والشتات الفلسطيني في جميع أنحاء العالم.

## الحياة والوظيفة
نشأت أبو رميلة في عمان، الأردن، وتخرجت بشهادة البكالوريا الدولية (IB) في عام 1998. بعد ذلك، حصلت على درجة البكالوريوس في الأدب الإنجليزي من جامعة كولومبيا البريطانية عام 2002 ودرجة الماجستير في الأدب الإنجليزي من جامعة كولومبيا البريطانية. في دراسات الشرق الأوسط الحديثة عام 2004 من جامعة أكسفورد. حتى عام 2010، تابعت درجة الدكتوراه في جامعة أكسفورد، مع التركيز على الأدب العربي الحديث والسينما. خصصت أطروحتها لروايات الكاتب الفلسطيني الإسرائيلي إميل حبيبي وأفلام المخرج السينمائي الفلسطيني إيليا سليمان. من عام 2012 إلى عام 2020، كانت مستشارة لمجموعة المواطنين الفلسطينيين في إسرائيل، وهو برنامج استراتيجي لبناء السلام، في مجموعة أكسفورد للأبحاث في لندن. بين عامي 2014 و 2016، كانت أبو رميلة زميلة في مؤسسة ألكسندر فون همبولت، وفي مايو 2020، تم تعيينها أستاذًا مشاركًا للأدب العربي الحديث والسينما في جامعة برلين الحرة.
من بين الدراسات الأخرى، كتبت أبو رميلة عن إيليا سليمان والروائي اللبناني إلياس خوري. في عام 2018، نشرت فصلاً عن رواية أولاد الغيتو للكاتب إلياس خوري لكتاب الهولوكوست والنكبة. يناقش المثقفون العرب واليهود في هذا الكتاب الروابط بين الهولوكوست والنكبة، مع احترام الاختلافات الجوهرية بينهما.

### مشروع رسم خرائط للأدب الفلسطيني على الإنترنت
منذ عام 2018، ترأس أبو رميلة "بال ريد - بلد الكلمات: قراءة واستقبال الأدب الفلسطيني من عام 1948 إلى الوقت الحاضر"، وهو مشروع بحثي ممول من قبل مجلس البحوث الأوروبي، ويسعى إلى إعادة تتبع وإعادة جمع المبعثرات. شظايا من قصة الأدب الفلسطيني". الهدف من هذا المشروع هو تسمية الفلسطينيين ووضعهم جغرافيًا في الأدب والتاريخ منذ بداية القرن العشرين. لا توجد مثل هذه النظرة العامة حتى الآن، وقد تم تطوير قاعدة بيانات خاصة لهذا المشروع. بناءً على ذلك، سيتم إنشاء منصة إنترنت يمكن الوصول إليها مجانًا لا تقدم فقط النصوص المكتوبة والجداول الزمنية التفاعلية والرسومات والبودكاست، ولكن أيضًا تصور تاريخ الأدب الذي كتبه الفلسطينيون مع الخرائط والجداول الزمنية. على الرغم من ضياع الكثير من المواد، وجدت أبو رميلة سجلات ثقافية مذهلة: لفات أفلام قديمة من أفلام تم إنتاجها لصالح منظمة التحرير الفلسطينية، والتي كان يعتقد أنها دمرت منذ حصار بيروت من قبل إسرائيل في عام 1982، فقد ظهرت في الطابق السفلي في روما والسفارة الروسية القديمة في الأردن.
أعطت أبو رميلة محاضرات في جامعات في كندا والولايات المتحدة وأبو ظبي حول النقد الأدبي كجزء من العلوم الإنسانية الرقمية. منذ عام 2020، استضافت مشروع زمالة هومبولت لما بعد الدكتوراة في برلين بعنوان "كيف تقول" الصدمة "باللغة العربية؟" يدرس هذا المشروع الكتابة الفلسطينية، وإعادة التعامل مع مجال نظرية الصدمة. علاوة على ذلك، فهي عضو مجلس إدارة شبكة السياسات الفلسطينية. في مقابلة عام 2020، قالت إن الهدف من مشروع بال ريد هو "سرد قصة الأدب الفلسطيني عبر الزمان والمكان، من أمريكا اللاتينية إلى فلسطين، والعالم العربي، وقبرص، وأوروبا، والولايات المتحدة، وما وراءها."

## المنشورات
- أبو رميلة رفقة (2010). توثيق الحضور الفلسطيني: دراسة في روايات إميل حبيبي وأفلام إيليا سليمان. (أطروحة) جامعة أكسفورد.978-0-231-54448-1
- محفوظ عبده وإبراهيم ورفقة أبو رميلة (2022). توقف نهضة أدبية: الأدب الفلسطيني قبل النكبة مثل أدب مقالات. في مجلة الدراسات الفلسطينية المجلد 51 العدد 3.

## أنظر أيضا
- الأدب العربي الحديث
- الأدب الفلسطيني

## روابط خارجية
- صفحة احترافية رفقة أبو رميلة في جامعة برلين الحرة[وصلة مكسورة]
- عرض مشروع PalREAD من قبل رفقة أبو رميلة على موقع يوتيوب